# Van den Bosch (Adelsgeschlecht)

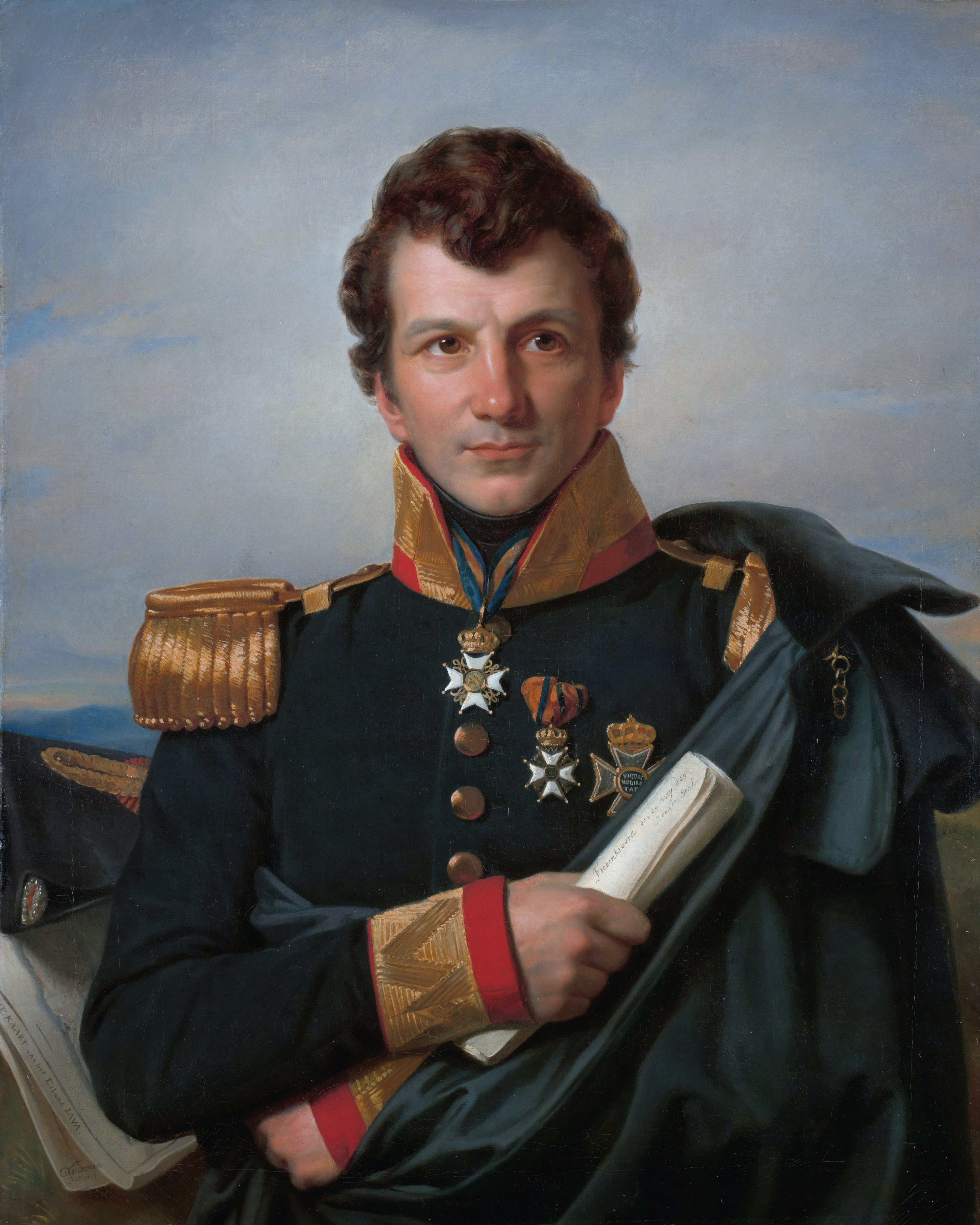
Graf Johannes van den Bosch

Van den Bosch ist der Name einer ursprünglich kleinbürgerlichen Familie aus den Niederlanden, die im 19. Jahrhundert in den Grafenstand erhoben wurde. 

## Geschichte
Die Ursprünge der Familie Van den Bosch liegen in Rotterdam, wo sie seit der zweiten Hälfte des 16. Jahrhunderts zu finden sind. Johannes van den Bosch, langjähriger Minister und Generalgouverneur Niederländisch-Ostindiens, wurde 1835 zum Baron ernannt und im Jahre 1839 zum Grafen. Dieser Titel wurde danach vom jeweils Erstgeborenen geführt.
Weitere Familienmitglieder führten das Adelsprädikat Jonkheer. Ein weiteres Familienmitglied war der Seeoffizier und Kolonialminister Engelbertus Batavus van den Bosch. 